# 殺手遊戲 (電影)
《殺手遊戲》（英語：The Killer's Game）是一部2024年美國動作喜劇片，由J·J·佩里執導，蘭德·拉維奇和詹姆斯·科因（James Coyne）編寫劇本，主演陣容包括戴夫·巴帝斯塔、蘇菲亞·波提拉、泰瑞·克魯斯、史考特·艾金斯、龐·克萊門捷夫和班·金斯利。電影改編自傑·博南辛加的1997年同名小說，講述一名殺手被診斷出患有絕症時，決定僱用的同業殺手來殺死自己，但卻出了差錯令心愛的女友捲入其中。
《殺手遊戲》由獅門安排2024年9月13日在美國上映。電影在影評界收穫負評居多，並因商業失利而成為票房炸彈。

## 劇情
歐洲頂尖殺手喬·弗洛在布達佩斯的一場舞蹈表演中殺死目標，但屍體被警衛發現，保鑣更被警衛殺死，引起會場騷動。在人群中，喬發現了倒下的舞者梅西，並幫助她安全離開。梅西試著感謝他，但喬開始頭痛而倉促離去。
喬檢查完頭痛後，到舞蹈教室找到了梅西。兩人很快陷入熱戀，但喬向她謊報了自己的職業。喬很快就被醫生凱根診斷出患有庫賈氏症，只剩下三個月的生命。喬試圖讓朋友兼經紀人齊維簽訂合約，使梅西能夠從喬的死亡中領取人壽保險，但齊維拒絕。喬改找另一名殺手兼經紀人——安東妮。安東妮之父曾是喬的導師，但因違反行規而被喬殺死，安東妮為此對喬懷恨在心。安東妮接受了合約，雇用了殺手來在當天午夜殺死喬。當晚，喬公開與梅西分手，後來在醉酒的語音留言中解釋了自己的診斷結果。
午夜前，喬從凱根醫生那得知自己被誤診，得病的是另一名病患，頭痛只是視力問題。時間一到，安東妮的首位殺手——韓國人高陽及其同夥找上門來，但喬很快就將他們殺光。匈牙利朗戈兄弟騎著摩托車襲來，但仍不敵喬。喬試圖取消合約，安東妮拒絕並聯繫了歐洲所有可用的殺手，更自掏腰包將合約原有的200萬美元翻倍到400萬美元。原本無視邀請的洛夫達爾加入了追捕行動，其他人還有蘇格蘭兄弟安格斯與羅力·麥肯基英國脫衣舞孃「派對女孩」（Party Girls）琴妮與譚雅，以及西班牙跳舞殺手鮑達斯。
喬拜訪了齊維及妻子雪倫，雪倫透過按摩治好了喬的頭痛和視力問題。喬在附近的城堡設置陷阱，以引誘其他殺手襲來。殺手們一一上門，但全數遭喬殺死。麥克斯奉安東妮之命，帶領一支傭兵襲來。同時，洛夫達爾抵達布達佩斯，被迫與安東妮的表弟、想入行的小錢合作，兩人俘虜了梅西，以威脅喬投降。梅西打傷了小錢，並開著他的車撞倒洛夫達爾，接走了喬。憤怒的洛夫達爾讓麥克斯致電給安東妮，要求她將合約價碼增加到600萬美元。在車上，喬向梅西坦白了殺手身分及誤診，但他願意退休與她在一起；梅西則透露自己懷有身孕。梅西因被麥克斯的一發子彈擦傷肩膀而陷入昏迷。
喬帶著梅西來到一間教堂，並在梅西醒來後向她求婚，教堂神父歐布萊恩不情願地當作儀式見證人。儀式被洛夫達爾、麥克斯及其手下的到來打斷，歐布萊恩被子彈打傷。安東妮拒絕支付600萬美元，所以要麥克斯除了喬外，還打算殺了洛夫達爾。洛夫達爾被喬壓在鷹架下，但在面對麥克斯時子彈用盡，梅西情急之下持槍殺死了麥克斯。喬把梅西帶出了教堂，留了洛夫達爾一命。與此同時，齊維與安東妮對峙；安東妮像父親一樣私自派出傭兵而違反殺手規定，齊維處決了她。
喬和梅西後來結婚。雖然喬承諾金盆洗手，但梅西考慮到撫養孩子的成本，建議他不要完全放棄。

## 演員
- 戴夫·巴帝斯塔飾演喬·弗洛（Joe Flood）
- 蘇菲亞·波提拉飾演梅西·阿爾諾（Maize Arnaud）
- 泰瑞·克魯斯飾演克萊頓·洛夫達爾（Creighton Lovedahl）
- 史考特·艾金斯飾演安格斯·麥肯基（Angus Mackenzie）
- 龐·克萊門捷夫飾演安東妮（Antoinette）
- 班·金斯利飾演齊維·拉比諾維茲（Zvi Rabinowitz）
- 阿莉克丝·金斯顿飾演雪倫·拉比諾維茲（Sharon Rabinowitz）
- 馬爾科·扎瑞飾演「鮑達斯」艾米利歐（Emilio 'El Botas'）
- 祖魯·麥金泰爾飾演羅力·麥肯基（Rory Mackenzie）
- 夏娜·韋斯特（Shaina West）飾演譚雅（Tonya）
- 露西·柯克（Lucy Cork）飾演琴妮（Ginni）
- 丹尼爾·柏哈茲飾演麥克斯（Max）
- 李勳飾演高陽（Goyang）
- 迪伦·莫兰飾演歐布萊恩神父（Father O'Brien）
- 拉斐爾·德古托拉（Raffaello Degruttola）飾演凱根醫生（Dr. Kagen）

## 製作

### 早期發展
電影改編自傑·博南辛加的1997年小說《殺手遊戲》（The Killer's Game），原名《神棄》（Godforsaken），蘭德·拉維奇於1995年12月將編寫的待售劇本賣給了新線影業。本片將由中間傳媒製作，魯伯·韋恩萊特擔任導演。2002年7月，衛斯里·史奈普被邀請出演。電影預計當年秋季開拍。一個月後，麥克·馮戴姆就執導本片與片方洽談。新線影業向包括吳宇森、沃夫岡·彼得森、亞歷士·普羅亞斯和雷尼·哈林在內的多位導演提供了執導邀請，但未能吸引任何人簽約。
2004年8月，版權移交給派拉蒙影業；中間傳媒與安德魯·拉薩負責製作，而賽門·金柏格負責劇本重寫。電影米高·基頓一度被外界認為是主演，賽門·克蘭和皮托夫也被傳為導演。隨著中間傳媒2006年倒閉，本片的開發陷入停滯。

### 重啟
2015年12月，布羅德格林影業正洽談收購版權。2018年2月，胜图娱乐接手，聘請D·J·克魯索執導，傑森·史塔森主演。2019年4月，史塔森退出，由戴夫·巴帝斯塔接替。冰塊酷巴於2019年6月加入演出陣容。9月，莫蓮娜·芭卡琳和吳亦凡參演。電影計劃2019年12月2日在多明尼加共和國開拍，克魯索和彼德·藍德斯曼在此之前重寫了劇本。
開發工作再次悄悄停止，直到2023年5月，發行權轉移給獅門，並聘請J·J·佩里擔任導演，詹姆斯·科因（James Coyne）重寫劇本。巴帝斯塔及冰塊酷巴仍留在演出陣容，蘇菲亞·波提拉與班·金斯利也加入其中。7月，龐·克萊門捷夫、史考特·艾金斯、祖魯·麥金泰爾與馬爾科·扎瑞等人加入的演出陣容。2024年3月，泰瑞·克魯斯取代了冰塊酷巴的選角。

### 拍攝
電影2023年7月在布達佩斯展開主要拍攝工作，且已獲得臨時協議豁免，可在2023年SAG-AFTRA大罷工期間繼續拍攝。
最終編劇署名於2023年11月提交；劇本歸功於拉維奇和科因，銀幕外的額外寫作歸功於克魯索、尼克·凱薩維茲、約翰·約瑟夫·康諾利（John Joseph Connolly）、麥可·道斯、柯瑞·古德曼（Cory Goodman）、金柏格、藍德斯曼、布萊恩·魯德尼克（Brian Rudnick）和寇特·威默。

## 發行
《殺手遊戲》2024年9月13日在美國和加拿大上映。2024年10月4日採VOD和數位平台發行。

## 反響

### 票房
《殺手遊戲》在美國和加拿大的票房共540萬美元，在其他地區的票房為52萬美元，全球總票房達590萬美元。對比3000萬美元的預算，可謂票房炸彈。
在美國和加拿大，《殺手遊戲》與《邪惡勿語》、《我是種族主義者嗎》一起上映，外界預估本片首週末將從2623家影院中，收穫票房約500萬美元。本片首日票房為106萬美元，其中包括週四晚間提前場的30萬美元。週末票房開盤為260萬美元，當週排名第七，表現不佳。

### 評價
《殺手遊戲》在爛番茄網站上基於49篇評論，新鮮度47%，平均得分5.2／10；該網站共識評論：「雖然本片以令人耳目一新的方式，讓可靠的戴夫·巴帝斯塔扮演了浪漫角色這點值得稱讚，但此殺手喜劇本身不溫不火，並未有太多創新之舉。」在Metacritic上，電影根據10位影評的打分而獲得36分（滿分100），代表「普遍不佳」。CinemaScore調查的觀眾給《殺手遊戲》的平均評分為「B+」（從A+到F間），而PostTrak調查的觀眾則給了本片63%的總體正面評分，其中45%的人表示他們一定予以推薦。

## 外部連結
- 官方网站
- 互联网电影数据库（IMDb）上《殺手遊戲》的资料（英文）